# Leucolithodes tincara
Leucolithodes tincara är en fjärilsart som beskrevs av Paul Dognin 1921. Leucolithodes tincara ingår i släktet Leucolithodes och familjen mätare. Inga underarter finns listade i Catalogue of Life.